# Jordà de Santmartí
Jordà de Santmartí (? - 1167), fou un noble català, senyor dels castells d'Olèrdola, Sant Martí Sarroca, Subirats, Lavit, Eramprunyà, Selma, Castellet i Montbui.

## Biografia
Fill d'Arnau de Santmartí i Jordana, succeí al seu pare als volts de l'any 1100. L'any 1108 va donar a l'ordre de l'Hospital un mas al terme del castell de Sant Martí Sarroca.
Mantingué una llarga disputa de més de 30 anys amb el monestir de Sant Cugat. L'any 1111 trobem que Jordà de Sanmartí, com a senyor d'Eramprunyà, signa una concòrdia amb l'abat del citat monestir, Rotllà, sobre unes parellades de Gavà, que Jordà havia pres al cenobi. Aquest darrer sostenia que els havia donat la besàvia de Jordà, Ermengarda. Asistí a aquest encontre per consell del seu tiet Ramon Mir de Sanmartí. En aquesta trobada s'establia que el monestir li donava en alou a precari 3/4 parts de la terra, reservant-se l'altre per a ell. Posteriorment Jordà va ocupar també aquesta quarta part del monestir i a causa d'això Jordà, el seu germà Umbert de Sanmartí i els homes que amb ell col·laboraren foren amenaçats d'excomunió pel legat papal, el cardenal Boso, vora el 1117. Tot i això, no va ser fins a l'any 1121 que féu cas del requeriment. El 13 de març d'aquest any, finalment, restituí i definí a l’abat les parellades de Gavà que la seva besàvia Ermengarda havia donat a Sant Cugat. A canvi rebé 30 morabatins i l’aixecament de l’excomunió que contra d'ell havia formulat Calixt II. El document de restitució és firmat per Jordà, la seva esposa Ermessenda i el seu fill, Arnau Jordà.
Mentrestant va renovar la fidelitat al comte, entre els anys 1121 i 1131 prestà homenatge a Ramon Berenguer III, pels castells de Castellet, Olèrdola i Eramprunyà.
Però l’afer de les parellades de Gavà, llegades a Sant Cugat per Ermengarda, la besàvia de Jordà, i sostretes contra dret per aquest, que havien comportat fins i tot una amenaça d'excomunió encara cuejava. Es resolgué definitivament gràcies al consell de sant Oleguer, tandem consilio et laude domini Ollegarii, archiepiscopi, aliorumque proborum hominum, com fa constar un document, del 5 d'abril de 1131, pel qual Jordà retornà al monestir i al seu abat Ermengol la meitat de les dites parellades, retenint l’altra meitat, per la qual, juntament amb els seus fills Arnau Jordà i Guillem de Santmartí, donà al cenobi 50 morabatins d'or. El conflicte sembla acabar-se amb la firma, el 5 d'abril de 1142, d'una garantia, segons la qual, Jordà, i els seus fills abans citats, es comprometen a no fer cap dany ni violència als honors del monestir situats dins els seus dominis. El document és signat per l’arquebisbe Oleguer, entre d'altres dignataris.
Va fer enderrocar l'antiga església d'estil llombard de Santa Maria de Sant Martí Sarroca per bastir-ne una de nova, més adient als gustos de l'època.
Morirà l'any 1167 sent succeït pel seu fill Guillem de Santmartí.

## Núpcies i descendència
Es casà en primer lloc amb Ermessenda amb qui tingué un fill:
- Arnau Jordà (? - 1167)

Posteriorment es casà amb Anglesa amb qui tingué a:
- Guillem III de Santmartí (? - 1189)